# Richard Shelby

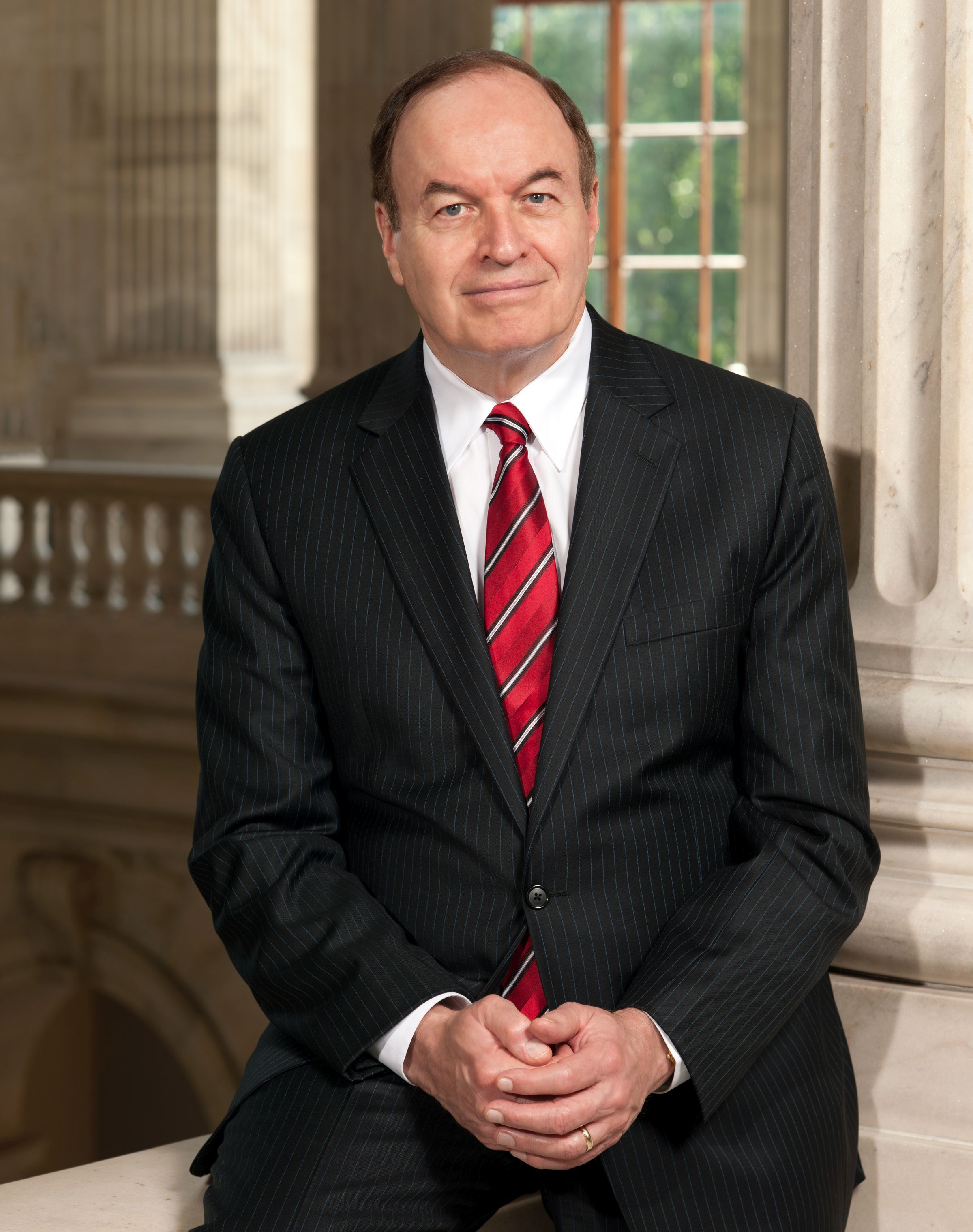
Richard Shelby (2011)

Richard Craig Shelby (* 6. Mai 1934 in Birmingham, Alabama) ist ein US-amerikanischer Politiker, der den Bundesstaat Alabama von 1987 bis 2023 im US-Senat vertrat. Er wurde als Demokrat gewählt, wechselte später jedoch zu den Republikanern.
Shelby studierte die Rechtswissenschaften an der University of Alabama, danach arbeitete er in der Zeit von 1963 bis 1978 als Staatsanwalt in Tuscaloosa. Er begann seine politische Karriere 1970 als Mitglied des Senats von Alabama. Dort verblieb er bis 1978, als er ins Repräsentantenhaus der Vereinigten Staaten gewählt wurde. Er wurde dort dreimal wiedergewählt. 1986 kandidierte er für den Senat und setzte sich gegen den republikanischen Amtsinhaber Jeremiah Denton durch. 1992 wurde er wiedergewählt, obwohl Bill Clinton bei den gleichzeitig stattfindenden Präsidentschaftswahlen nicht die Mehrheit in Alabama bekam; während der folgenden Legislaturperiode schloss er sich, nach den Halbzeitwahlen in den Vereinigten Staaten 1994 als republikanische Revolution bezeichnet, am 9. November 1994 den Republikanern an. Bei den Wahlen der Jahre 1998 und 2004 wurde er jeweils mit eindeutiger Mehrheit bestätigt; auch 2010 siegte er mit 65,3 Prozent der Stimmen gegen den Demokraten William G. Barnes. Bei der Wahl 2016 wurde er erneut in seinem Amt bestätigt. Mit Antritt des 118. Kongresses am 3. Januar 2023 schied Shelby aus dem Senat aus.
Im Senat sitzt bzw. saß er unter anderem im einflussreichen Bewilligungsausschuss und im Bankenausschuss. Von 1997 bis 2001 leitete er den Senats-Ausschuss zur Kontrolle der Nachrichtendienste. Von Januar 2015 – nachdem die Republikaner in der Wahl 2014 die Mehrheit im US-Senat erobert hatten – bis Januar 2021 war er Vorsitzender des Bankenausschusses. Seit Januar 2021 ist er Minderheitsführer im Bewilligungsausschuss.
Als einer von nur vier republikanischen Senatoren stimmte er im Februar 2013 der Ernennung seines Parteifreunds Chuck Hagel zum neuen US-Verteidigungsminister zu.
Im Februar 2021 kündigte Shelby an, bei der Senatswahl 2022 nicht mehr anzutreten. Zu seiner Nachfolgerin wurde seine Parteikollegin und ehemalige Mitarbeiterin Katie Britt gewählt. 
Shelby wohnt mit seiner Frau Annette Nevin Shelby in Tuscaloosa. Sie haben gemeinsam zwei Söhne, Richard jr. und Claude.